# دوباچوو
دوباچوو (به لهستانی:  Dobaczewo) یک روستا در لهستان است که در گمینا موخووو واقع شده‌است.